# I bitwa pod Ignacewem
Bitwa pod Ignacewem – bitwa stoczona 8 maja 1863 roku podczas powstania styczniowego.

## Historia
Oddział Edmunda Taczanowskiego liczący 1100 żołnierzy, w tym 500 pieszych strzelców, 550 kosynierów i 50 jeźdźców oraz 3 działa znajdował się 8 maja w Ignacewie. Pozycja oddziału Taczanowskiego była mocna, gdyż była otoczona szańcami i zasiekami, a ponadto wieś leżała wśród lasów. Lewe skrzydło sił powstańczych było oparte o bagno.
Przeciwko Polakom szedł ścigający ich oddział generała Andrieja Brunnera, który po połączeniu się z generałem Nikołajem Krasnokutskim liczył około 2000 żołnierzy i 6 dział.
Początkowo Polacy odparli natarcie rosyjskich kolumn, jednak Rosjanie wkrótce znaleźli przejście przez bagna i uderzyli na otwarte lewe skrzydło wojsk powstańczych, wciąż kontynuując natarcie od czoła. Po przełamaniu lewego skrzydła polskiego Rosjanie wdarli się do wsi i rozbili oddział Taczanowskiego.
Polacy stracili w bitwie od 160 do 180 żołnierzy, których pochowano w zbiorowej mogile w Ignacewie. Rannych miało być 80 Polaków. Straty Rosjan również miały być znaczne. 

## Upamiętnienie
- Starciu pod Ignacewem swój obraz poświęcił Juliusz Kossak (Bitwa pod Ignacewem, przed 1893).
- Poległych powstańców pod Ignacewem upamiętnia monument, który został odsłonięty 22 lipca 1957 roku na miejscu wczesniejszego pomnika, zniszczonego podczas II wojny światowej[6].
- 9 czerwca 2013 roku w Ignacewie miała miejsce rekonstrukcja bitwy z 1863 roku[7].
- W 2023 roku wydany został tomik wierszy Tomasza Jankowskiego pt.: „W krwawym polu srebrne ptaszę”. Autor opisał w nim m.in. dzieje powstania styczniowego na Ziemi Konińskiej. Jeden z wierszy, o nazwie „Pierwsza bitwa pod Ignacewem, 8.05.1863 r.", poświęcił tytułowej bitwie[8].

## Literatura
- Mała Encyklopedia Wojskowa, 1967, wydanie I.